# Ignatij Ignat'evič Nivinskij
Ignatij Ignat'evič Nivinskij (in russo Игна́тий Игна́тьевич Ниви́нский?; Mosca, 11 gennaio 1881 – Mosca, 27 ottobre 1933) è stato un pittore, grafico e scenografo russo.

## Biografia

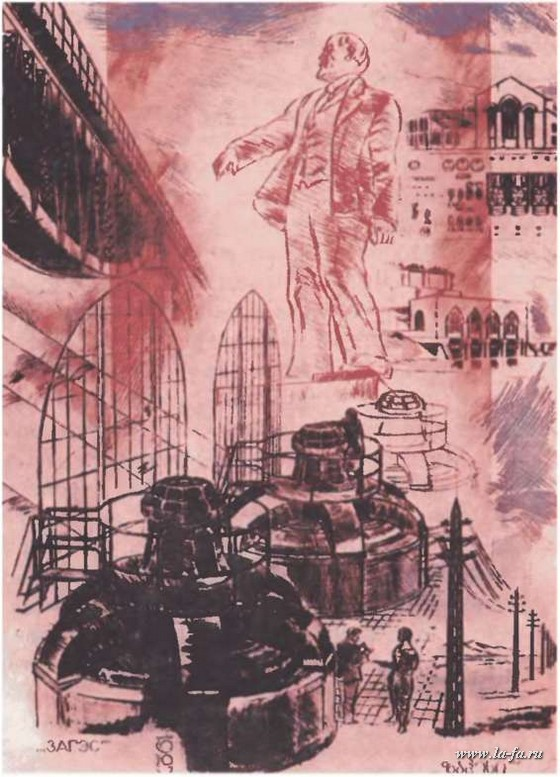
Zages (1927)

Nivinskij nacque a Mosca l'11 gennaio 1881, figlio di un noto artigiano che produceva mobili e oggetti di design d'interni.
Nel 1898, Nivinskij completò la sua frequentazione dell'Istituto di arte e industria Stroganov di Mosca, dove dallo stesso anno fino al 1905 assunse la carica di insegnante.
Collaborò fino alla rivoluzione assieme all'architetto Ivan Žoltovskij, decorando numerosi edifici da costui costruiti, tra i quali il palazzo Tarasov a Mosca.
Nei primi anni dieci, si dedicò alla pittura e alla decorazione di edifici come il Museo Puškin delle belle arti, inoltre produsse interessanti acqueforti, ottenendo consensi e successi in questo genere poco diffuso in Russia, grazie ai suoi paesaggi industriali o trasformati dall'uomo, quali Zages (1927).
In seguito ritornò alla decorazione monumentale creando l'interno della camera mortuaria del Mausoleo di Lenin, caratterizzato da una coniugazione di colori rossi e neri.
La collaborazione artistica di Nivinskij con Valentin Dubovskoj gli ha permesso di partecipare alla creazione di un nuovo tipo di habitat a Mosca che includeva sia il castello, sia il palazzo e il palcoscenico, per i quali Nivinskij realizzò i disegni degli ingressi e degli appartamenti principali, talvolta ispirati ad un antico paesaggio italiano oppure intrisi di elementi medievali come sfondo.
Nel 1919 guidò l'allestimento dei convogli di propaganda politica inviati nel Paese.
Negli anni venti lavorò come scenografo in numerosi teatri russi, distinguendosi nel 1921 per l'Erik XIV di August Strindberg a Mosca, oltre che curare nel 1923 il padiglione "Šestigrannik" all'Esposizione agricola panrussa di Mosca.
In quelli stessi anni insegnò al Vchutemas e diresse la Sezione delle feste popolari di Mosca, fino ad allora tenuta da artisti d'avanguardia.
Dopo di che si dedicò alla scenografia e ai costumi, collaborando a numerosi spettacoli, fra i quali, la Principessa Turandot, nella famosa messa in scena di Evgenij Bagrationovič Vachtangov al Teatro d'arte di Mosca e nel 1933, alla rappresentazione dell'opera Il barbiere di Siviglia, per la regia di Konstantin Sergeevič Stanislavskij.
Una delle ultime opere di Nivinskij fu il frontespizio di un libro di Johann Wolfgang von Goethe, Elegie romane, per il quale utilizzò la tecnica dell'incisione.

## Opere

### Decorazioni e allestimenti
- Decorazione palazzo Tarasov, Mosca;
- Decorazione Museo Puškin delle belle arti;
- Decorazione della camera mortuaria del Mausoleo di Lenin;
- Allestimento dei convogli di propaganda politica (1919);
- Decorazione del padiglione "Šestigrannik" all'Esposizione agricola panrussa di Mosca (1923);
- Sezione delle feste popolari di Mosca;

### Scenografie
- Erik XIV, di August Strindberg (1921);
- Turandot, regia di Evgenij Bagrationovič Vachtangov;
- Il barbiere di Siviglia, regia di Konstantin Sergeevič Stanislavskij (1933).

Pittura
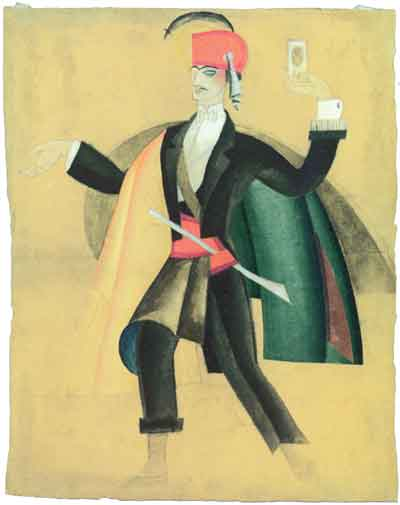
Principessa Turandot (1922)
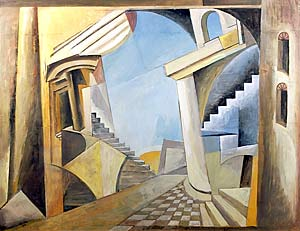
Principessa Turandot (1922)
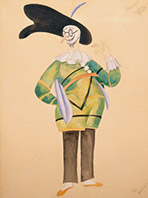
Principessa Turandot (1922)

Acquaforte
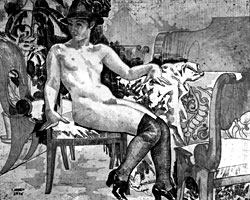
Nella stanza (1916)
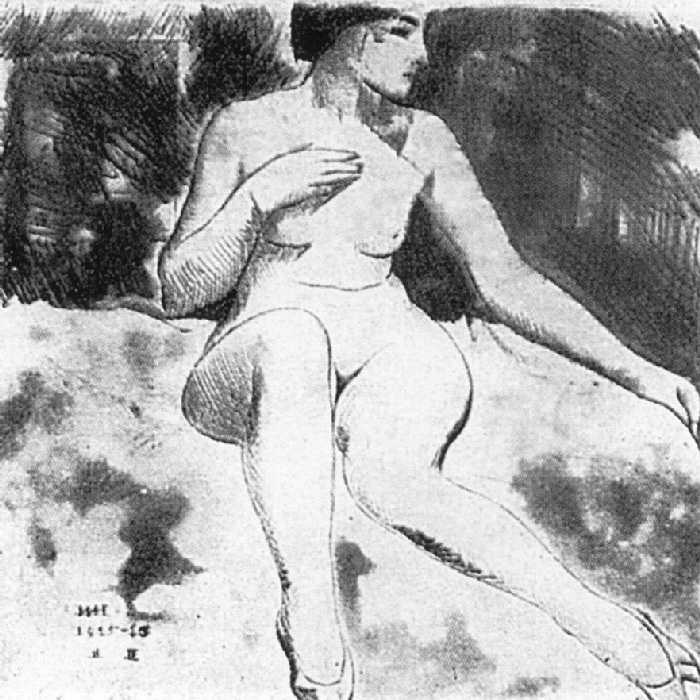
Nudo (1915-1916)

Architettura
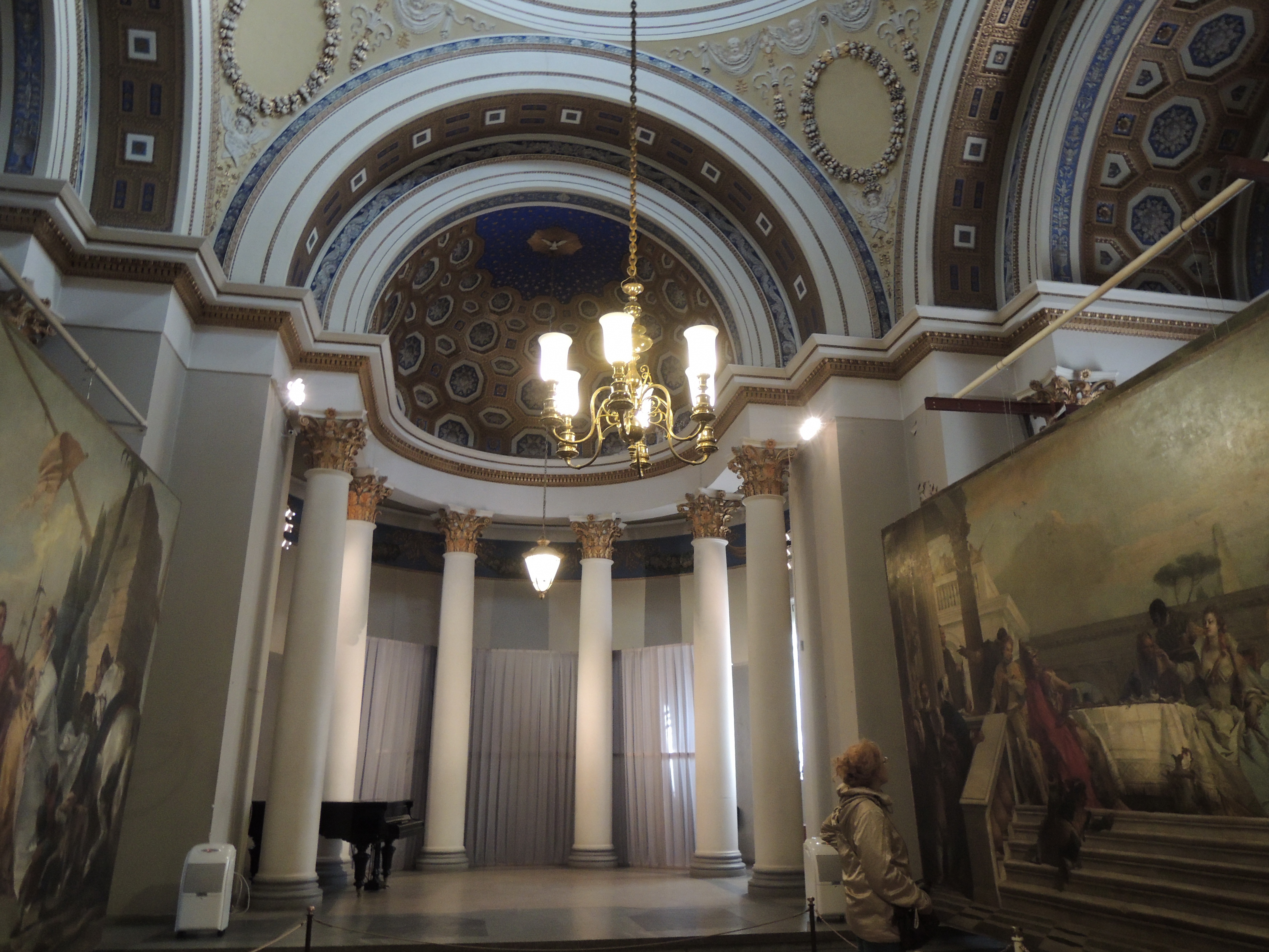
Palazzo Arkhangelskoïe, interno
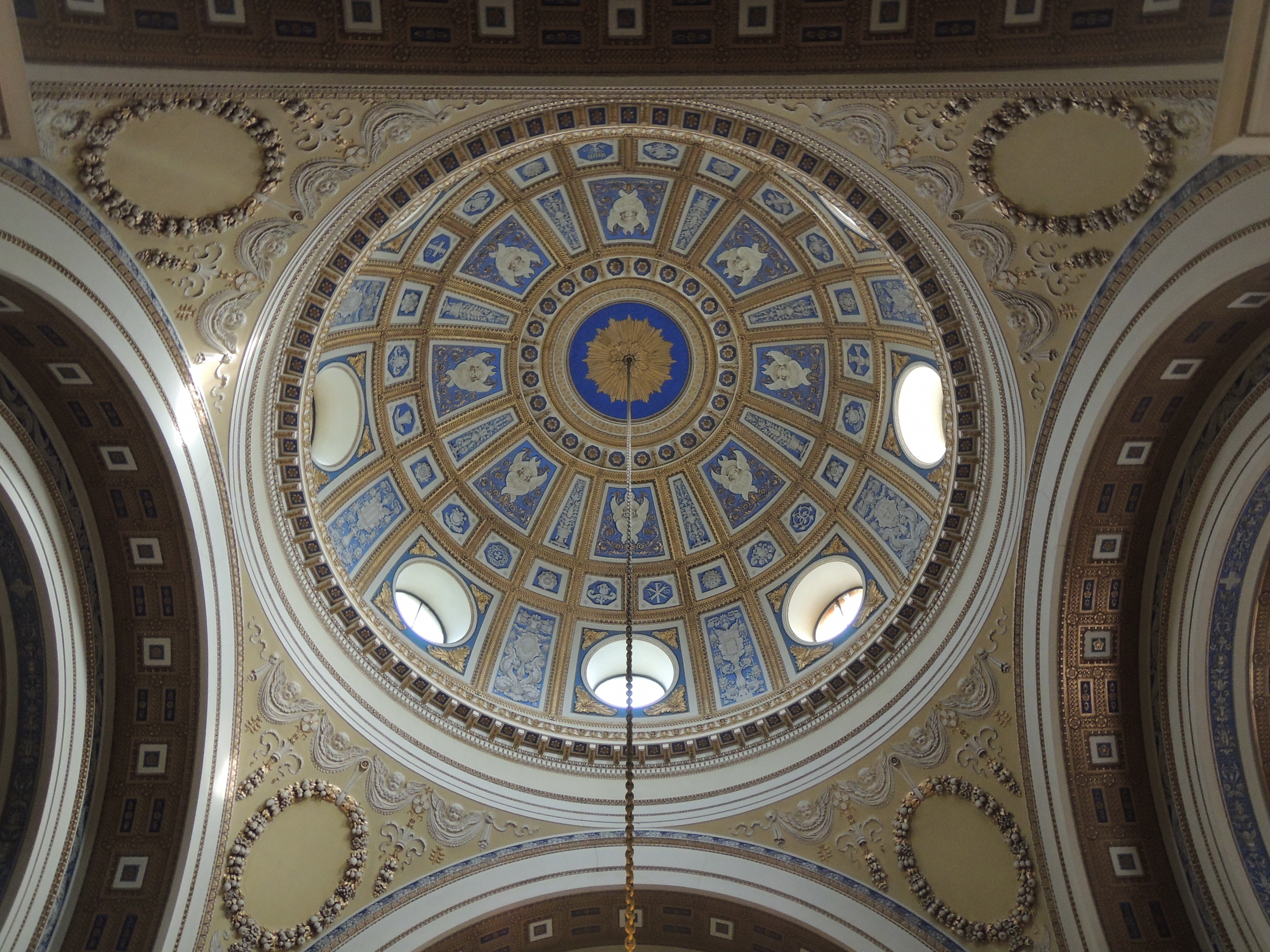
Palazzo Arkhangelskoïe, interno
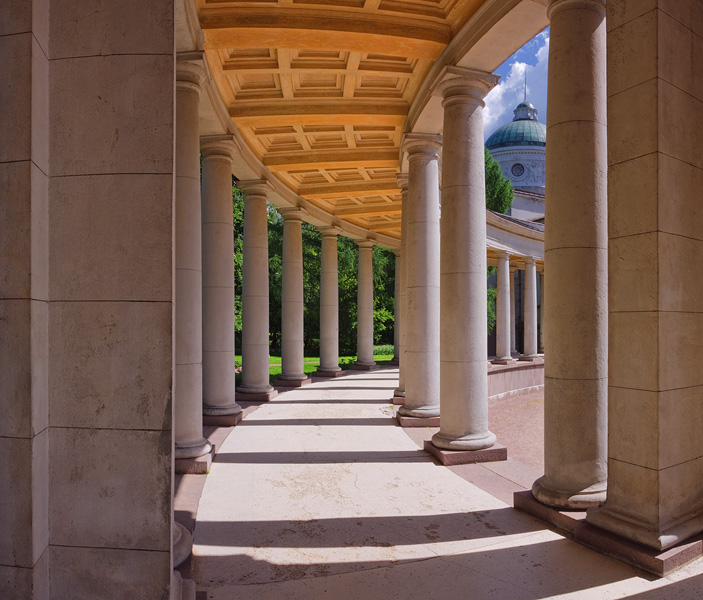
Palazzo Arkhangelskoïe, esterno